# 丁公 (斉)
丁公（ていこう）は斉（姜斉）の第2代公。周の成王の叔父。周の成王が重用し、康王の治世では大臣に任命されている。
丁公の嫡子の季子は、斉公の継承を固辞して弟の乙公に譲り、自らは崔邑（現在の山東省済南市章丘区）に隠棲して、崔氏の始祖になったと伝えられる。